# Иоасаф (Шестаковский)
Архимандрит Иоасаф (в миру Осип Иванович Шестаковский; 1722—1770) — архимандрит Николо-Шартомского монастыря Владимирской губернии.

## Биография
Сын шляхтича, сначала находился в военной службе и с 1740 году состоял сержантом Семеновского лейб-гвардии полка. В 1751 году назначен был адъюнктом в Академию наук, переводил на латинский язык статьи для «Новых комментариев» академии.
По слабости здоровья в мае 1755 году оставил службу и постригся в монашество; состоял иеромонахом Александро-Невского монастыря и занимал должность катехизатора.
В 1757 году был отправлен во Францию для исправления богослужения в церкви при русском посольстве. Припадки «меланхолии» у отца Иоасафа заставили в 1760 году посла Михаила Бестужева-Рюмина, просить, чтобы Иоасаф был вызван в Россию.
10 января 1761 году Иоасаф был произведён в архимандрита и назначен настоятелем Николо-Шартомского монастыря Владимирской епархии.
В 1763 году он по болезни вынужден был совсем уволиться на покой; проживал в московском Новоспасском монастыре до 1770 года.